# 瓦埃勒·纳德尔·哈勒吉
瓦埃勒·纳德尔·哈勒吉（1964年—）是一名叙利亚医生和政治人物。2011年担任卫生部长，2012年8月9日至2016年7月3日担任叙利亚总理。

## 生平
1964年，他生于德拉省的贾西姆。1987年获得大马士革大学的医学学位，1991年又取得该校的妇科医学与产科学的硕士学位。1997－2000年，他担任贾西姆市基本医疗中心主任。2000－2004年担任德拉省阿拉伯社会复兴党党部书记。2011年担任卫生部长。

## 个人生活
他已婚，育有1个女儿和3个儿子。